# Зґвалтування під час Дарфурського геноциду
Зґвалтування під час Дарфурського геноциду — систематична кампанія під час геноциду в Дарфурі, як явища Дарфурського конфлікту. Зґвалтування використовувалися як зброя війни, для етнічної чистки чорношкірих африканців у регіоні. Більшість зґвалтувань було здійснено суданськими урядовими силами та воєнізованими формуваннями «Джанджавід» («злі люди на конях»). Дії «джанджавідів» були описані як геноцидне зґвалтування, коли ґвалтували не лише жінок, а й дітей, немовлят забивали до смерті, а статеве каліцтво жертв стало звичним явищем.
Геноцид, який здійснюється проти етнічних народів фур, масаліт і загава, призвів до того, що Міжнародний кримінальний суд (МКС) висунув звинувачення кільком особам у злочинах проти людяності, зґвалтуваннях, примусовому переміщенні та катуваннях. За словами Еріка Рівза, понад один мільйон дітей були «вбиті, зґвалтовані, поранені, переміщені, травмовані або пережили втрату батьків і сімей».

## Зґвалтування як зброя війни
Через триваюче насильство дослідники не змогли провести популяційні дослідження, і наразі немає оцінок кількості жертв. Вважається, що зґвалтування широко поширені, а жертви оцінюються в десятки тисяч. Одна НУО задокументувала 9300 зґвалтувань, однак спостерігачі в країні заявили, що кількість зґвалтованих ближче до удвічі порівняно з задокументованими 9300.
Були повідомлення про зґвалтування дівчат віком від десяти до жінок старше сімдесяти років, і що більшість жертв постраждали від групового зґвалтування. Зґвалтували дітей п'ятирічного віку, третина жертв зґвалтувань — діти. Станом на 2009 рік звіти та свідчення дійшли висновку, що кампанія зґвалтувань була систематичною і тривала протягом п'яти років. У заяві колишнього генерального секретаря ООН Кофі Аннан сказав: «У Дарфурі ми бачимо, як ціле населення переміщується, а їхні будинки зруйновані, а зґвалтування використовується як навмисна стратегія».

## Міжнародна реакція

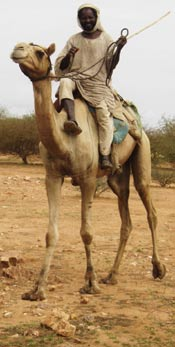
Арабські угруповання джанджавідів були головним гравцем у конфлікті.

Агентство США з міжнародного розвитку (USAID) повідомило, що у віддаленому районі Дарфура місцеві лідери заявили, що понад чотириста жінок і дівчат були зґвалтовані, і що деякі з цих жінок були зґвалтовані на очах у своїх чоловіків. Агентство США з міжнародного розвитку (USAID) також повідомило, що вони отримали повідомлення про те, що джанджавіди таврували жінок після зґвалтувань.
У журналі Foreign Affairs американський політолог Скотт Страус заявив, що офіційний представник США повідомив, що з середини 2003 року по вересень 2004 року було зруйновано 574 села та пошкоджено ще 157, причому на момент нападу в більшості з цих сіл не було озброєних повстанців. Показання тих, хто вижив, незмінно вказують на те, що ополченці страчують чоловіків і не щадять людей похилого віку, жінок і дітей. Для жінок зґвалтування є основною загрозою. З середини жовтня 2004 року по лютий 2005 року, за оцінками, до шести мільйонів дарфурців було переміщено, а ще 200 000 шукали притулку в Чаді.
У 2004 році Державний департамент США опублікував звіт про звірства, який займав вісім сторінок. У доповіді зазначено, що існує «послідовна та широко поширена модель жорстокості в регіоні Дарфур на заході Судану» і що існує чітка «систематичні зловживання проти членів неарабських громад Дарфуру, включаючи вбивства, зґвалтування, побиття, етнічне приниження, знищення майна та предметів першої необхідності». У звіті також зазначено, що кількість зґвалтувань, швидше за все, недооцінена, оскільки визнання того, що жінка-член сім'ї була зґвалтована, призводить до соціальної стигми. У The New York Times цитується неназваний спостерігач за ситуацією: «У цьому суспільстві, якщо ви зґвалтували одну жінку, ви зґвалтували все плем'я».
7 березня 2005 року Лікарі без кордонів опублікували звіт, у якому говорилося, що вони пролікували п'ятсот жертв зґвалтувань, як жінок, так і дівчат, і що це була лише частина тих, хто зазнав сексуального насильства.
У 2007 році неурядова організація Global Grassroots у співпраці з Гретхен Стейдл Воллес випустила документальний фільм «Диявол прийшов верхи». Заснована на однойменній книзі, написаній Брайаном Стейдлом після його досвіду в Дарфурі, вона була номінована на премію «Еммі». У 2009 році в Меморіальному музеї Голокосту США було показано документальний фільм про сексуальне насильство в Дарфурі.
Ніколас Крістоф п'ять разів їздив до Дарфуру протягом двох років, і його розповіді про триваюче насильство відіграли важливу роль у підвищенні обізнаності про ситуацію в Дарфурі. У лютому 2005 року він опублікував фотографії, отримані від миротворчих військ Африканського Союзу.

## Роботи Міжнародного кримінального суду
Луїс Морено-Окампо, прокурор Міжнародного кримінального суду (МКС), висунувши звинувачення у злочинах проти людяності, також висуває у своїй заяві звинувачення в зґвалтуванні внаслідок геноциду, оскільки такі дії можуть розглядатися в МКС як самостійні злочини.
27 квітня 2007 року палата видала ордер на арешт Ахмеда Харуна за звинуваченням у злочинах проти людяності. Морено-Окампо, прокурор МКС, звинуватив Харуна, який на момент скоєння злочинів був державним міністром, в озброєнні і вербуванні бойовиків «Джанджавід» з єдиною метою — придушення нападів повстанців. Морено-Окампо стверджує, що Харун «був присутній при роздачі зброї бойовикам, знав про звірства, включаючи зґвалтування і вбивства, що відбувалися на місцях, і у своїх промовах підбурював ополченців вбивати мирних жителів».
4 червня 2007 року МКС видав ордер на арешт Алі Мохамеда Алі Абд-Аль-Рахмана (Алі Кушайба) за понад сорока звинуваченнями у злочинах проти людяності та військових злочинах. Звинувачення проти нього включають, але не обмежуються масовими вбивствами, примусовими переміщеннями та зґвалтуваннями.
4 березня 2009 року МКС висунув звинувачення президенту Судану Омару Хасану Ахмаду аль-Баширу за п'ятьма пунктами звинувачення у злочинах проти людяності (вбивства, винищення, насильницьке переміщення, тортури, зґвалтування) і за двома пунктами звинувачення у воєнних злочинах (прямі напади на мирних жителів і грабіж). . Він є першим діючим главою держави, якого звинувачують у злочинах проти людства. Другий ордер на його арешт був виданий 12 липня 2010 року, оскільки Палата попереднього провадження I МКС вважала, що існують достатні підстави вважати аль-Башира винним за трьома пунктами звинувачення в геноциді, який був здійснений на Фурі, Масаліті та етнічні народи загава.

## Подальше читання
- Документування звірств у Дарфурі Звіт Державного департаменту США.